# Loomis Fall
Loomis Fall é um dos atores a aparecer em todos os filmes de JackAss.